# پاول سادیرین
پاول سادیرین (روسی: Павел Фёдорович Садырин؛ ۱۸ سپتامبر ۱۹۴۲ – ۱ دسامبر ۲۰۰۱) بازیکن و مربی فوتبال اهل اتحاد جماهیر شوروی سوسیالیستی بود.
از باشگاه‌هایی که در آن بازی کرده‌است می‌توان به باشگاه فوتبال زنیت سن پترزبورگ اشاره کرد.